# Леванди, Аллар Антиевич
А́ллар Ле́ванди (эст. Allar Levandi; род. 28 декабря 1965 года в Таллине) — советский и эстонский двоеборец, бронзовый призёр Олимпийских игр 1988 года и чемпионата мира 1987 года. Один из трёх призёров Олимпийских игр в лыжном двоеборье в истории советского спорта (наряду с Николаем Гусаковым и Николаем Киселёвым).

## Спортивная карьера
Наивысшего результата Аллар Леванди добился на зимних Олимпийских играх 1988 года в Калгари, где он завоевал бронзовую медаль в индивидуальной гонке на 15 км. После отделения Эстонии от СССР в составе эстонской команды принимал участие в Олимпийских играх 1992 и 1994 годов, где занял соответственно 6-е и 12-е места.
Аллар Леванди является также бронзовым призёром чемпионата мира 1987 года в командном первенстве (вместе с Алексеем Червяковым и Андреем Дундуковым). Лучшие личные результаты — два 4-х места на чемпионатах 1987 и 1991 года.
На этапах Кубка мира в активе Леванди 11 подиумов, а в сезоне 1989/1990 годов он занял второе место в общем зачёте, уступив только австрийцу Клаусу Зульценбахеру.

## После карьеры
После завершения спортивной карьеры в 1994—1998 годах Леванди работал детским тренером в Норвегии, также тренировал норвежскую юниорскую сборную по двоеборью. В 1998—2002 годах Аллар Леванди работал главным тренером эстонской национальной сборной по двоеборью. Он владеет сетью магазинов спортивных товаров по всей Эстонии, а также букмекерской конторой Paf.com.
Женат на известной фигуристке Анне Кондрашовой, у них трое детей — Андрес, Арманд и Арлет.
Леванди прославился тем, что заключил пари на победу эстонской теннисистки Кайи Канепи (первой ракетки Эстонии) в четвертьфинальном матче Уимблдона 2013 года против немки Сабины Лисицки, пообещав съесть свою шляпу в случае проигрыша. Канепи проиграла матч в двух сетах (3:6, 3:6), а Леванди сдержал слово и даже закусил майонезом. Всё произошло в прямом эфире программы «Suvereporter» на телеканале Kanal 2.